# (102536) Luanenjie
(102536) Luanenjie est un astéroïde de la ceinture principale.

## Description
(102536) Luanenjie est un astéroïde de la ceinture principale. Il fut découvert le 28 octobre 1999 à la station de Xinglong par le programme Beijing Schmidt CCD Asteroid Program. Il présente une orbite caractérisée par un demi-grand axe de 2,76 UA, une excentricité de 0,31 et une inclinaison de 10,2° par rapport à l'écliptique.

## Compléments